# Đại Sơn, Bắc Ninh
Đại Sơn là một xã thuộc tỉnh Bắc Ninh, Việt Nam.

## Địa lý
Xã Đại Sơn có vị trí địa lý:
- Phía đông giáp xã Vân Sơn và xã Thái Bình, tỉnh Lạng Sơn
- Phía tây giáp xã Biển Động
- Phía nam giáp các xã Yên Định và Sơn Động
- Phía bắc giáp Trung tâm huấn luyện Cấm Sơn (xã Biên Sơn).

Xã Đại Sơn có diện tích 76,38 km², dân số 12.153 người, mật độ dân số đạt 159 người/km².

## Lịch sử
Địa bàn xã Đại Sơn hiện nay trước đây vốn là hai xã Chiên Sơn và Quế Sơn thuộc huyện Sơn Động.
Trước khi sáp nhập, xã Quế Sơn có diện tích 9,91 km², dân số là 3.203 người, mật độ dân số đạt 323 người/km², có 12 thôn: Gốc Lâm, Ghè, Khuân Cầu 2, Óm, Rọp, Khuân Cầu 1, Khâm Khang, Nà Làng, Đồng Cảy, Khuân Hoàng, Mìn, Sỏi. Xã Chiên Sơn có diện tích 5,68 km², dân số là 2.299 người, mật độ dân số đạt 405 người/km².
Ngày 21 tháng 11 năm 2019, Ủy ban Thường vụ Quốc hội ban hành Nghị quyết số 813/NQ-UBTVQH14 về việc sắp xếp các đơn vị hành chính cấp xã thuộc tỉnh Bắc Giang (nghị quyết có hiệu lực từ ngày 1 tháng 1 năm 2020). Theo đó, sáp nhập toàn bộ diện tích và dân số của hai xã Chiên Sơn và Quế Sơn thành xã Đại Sơn.
Ngày 16 tháng 6 năm 2025, Ủy ban Thường vụ Quốc hội ban hành Nghị quyết số 1658/NQ-UBTVQH15 của UBTVQH về việc sắp xếp các đơn vị hành chính cấp xã của tỉnh Bắc Ninh năm 2025. Theo đó, sắp xếp toàn bộ diện tích tự nhiên, quy mô dân số của các xã Giáo Liêm, Phúc Sơn và Đại Sơn thành xã mới có tên gọi là xã Đại Sơn.